# Legio II Flavia Virtutis
Die Legio II Flavia Virtutis („zweite flavische Tugend-Legion“) war eine spätantike Legion der römischen Armee.

## Geschichte der Legion

Schildbemalung der Secunda Flavia Virtutis, im frühen 5. Jahrhundert.

Die Schwesterlegionen Legio I Flavia Pacis, Legio II Flavia Virtutis und Legio III Flavia Salutis wurden vermutlich von Constantius I. (293–305) nach dem Sieg über die Usurpatoren Carausius und Allectus aufgestellt, um als Limitanei unter dem Oberbefehl des Dux tractus Armoricani et Nervicani die gallische Atlantikküste gegen Piraten zu sichern. Nach anderer Meinung wurde die Legion von Konstantin dem Großen nach 312 durch Umbenennung einer tetrarchischen Legion gebildet. Auch eine noch spätere Aufstellung unter Constantius II. (337–361) wurde erwogen.
Konstantin der Große (306–337) löste aus den Legionen Vexillationen heraus, die er als Comitatenses in das Feldheer eingliederte. Möglicherweise erhielten die Legionen erst zu dieser Zeit die Beinamen Pacis, Virtutis und Salutis. Die „Mutterlegion“ wurde an den Rhein verlegt.
Um 360 verteidigten die Legio II Parthica, Legio II Armeniaca und eine Legio II Flavia, die möglicherweise mit der Legio II Flavia Virtutis identisch ist, erfolglos die Stadt Bezabde (heute Cizre) am Tigris gegen die Perser. Als die Bresche in der Mauer der stark befestigten Stadt nicht mehr verteidigt werden konnte, wurden die Verteidiger in Straßenkämpfen niedergemacht oder gefangen genommen.
Flavius Theodosius, der Vater von Theodosius I. (379–395), verlegte die Legionen 373 nach Nordafrika, um den Usurpator Firmus zu entmachten. Der Konflikt spielte sich vor allem in den Regionen von Mauretania Caesariensis und Mauretania Sitifensis ab. Die Legionen I Flavia und II Flavia wurden für „Aufräumarbeiten“ zeitweilig im zerstörten Caesarea stationiert. In  Thelepte (Feriana/Tunesien) wurde die Legion inschriftlich nachgewiesen.
Im frühen 5. Jahrhundert wird die Secunda Flavia Virtutis in der Notitia Dignitatum als Comitatenses unter dem Oberbefehl des magister peditum genannt. Als Secundani unterstanden sie dem Comes Africae. Möglicherweise gingen aus der Legio II Flavia Virtutis auch die secunda Flavia hervor, die in civitas Vangionum (bei Worms) stationiert waren und von einem Praefectus militum, unter dem Oberbefehl des Dux Mogontiacensis, kommandiert wurden. Diese Zuordnung gilt jedoch als unsicher.